# Třebosice
Třebosice jsou obec v okrese Pardubice v Pardubickém kraji. Žije zde 256 obyvatel.

## Historie
Obec je významnou archeologickou lokalitou. Archeoložka Kristýna Bulvová její význam pro poznání neolitické kultury přirovnává k významu Věstonic pro poznání moravského paleolitu. Pochází odtud unikátní nález miniaturní plastiky kozla, přes šest tisíc let staré, z období lengyelské kultury. Z lokality pochází také nálezy kultur s lineární a vypíchanou keramikou. Později bylo místo osídleno v mladší době bronzové příslušníky lužické kultury, existovalo na něm laténské sídliště a využita byla také v době římské.
Nejstarší raně středověké osídlení v oblasti Třebosic je doloženo v období kultury s keramikou pražského typu. Trvale je prostor vsi osídlen od dvanáctého až třináctého století, kdy byl také postaven původně románský kostel Povýšení svatého Kříže.
První písemná zmínka o vesnici pochází z roku 1316. Až do patnáctého století ve vsi sídlil rod třebosických vladyků, ale později byla vesnice připojena k sousedním Dubanům. V roce 1547 Třebosice patřily k heřmanoměsteckému panství Zikmunda Anděla z Ronovce.

## Obyvatelstvo
| Rok            | 1869 | 1880 | 1890 | 1900 | 1910 | 1921 | 1930 | 1950 | 1961 | 1970 | 1980 | 1991 | 2001 | 2011 | 2021 |
| -------------- | ---- | ---- | ---- | ---- | ---- | ---- | ---- | ---- | ---- | ---- | ---- | ---- | ---- | ---- | ---- |
| Počet obyvatel | 259  | 279  | 312  | 268  | 284  | 263  | 237  | 180  | 176  | 142  | 131  | 115  | 152  | 182  | 272  |
| Počet domů     | 28   | 29   | 29   | 32   | 32   | 33   | 37   | 38   | 39   | 38   | 38   | 47   | 51   | 65   | 82   |

## Obecní správa
Mezi lety 1869–1964 Třebosice byly obcí v okrese Pardubice (1869–1930), poté v okrese Pardubice-okolí (1950) a později opět v okrese Pardubice. V letech 1964–1990 patřily jako část obce k Starému Mateřovu a od 24. listopadu 1990 jsou opět samostatnou obcí.

### Obecní symboly
Znak a vlajka byly obci uděleny rozhodnutím předsedy Poslanecké sněmovny Parlamentu České republiky dne 5. března 2015. V dubnu 2015 zastupitelstvo obce schválilo, že hlava kozla se stane symbolem obce na jejím znaku a praporu.

## Základní škola
Původní dvoutřídní školu, která byla na staré faře, v roce 1879 nahradila nově postavená čtyřtřídní škola. Prvním řídícím učitelem byl Jan Vosáhlo. Učilo se v ní od první do páté třídy.
Od roku 2015 slouží budova školy opět vzdělávání. Sídlí zde škola Na rovině, která se sem přestěhovala z Lázní Bohdaneč. Jedná se o školu se vzdělávacím systémem Montessori.

## Pamětihodnosti
- Kostel Povýšení svatého Kříže
- Dřevěná barokní zvonice – osmiúhelníkový půdorys, nejstarší zvon je z roku 1464 (po starší předchůdkyni)[13]